# 磚臼齒獸屬
磚臼齒獸屬（學名：Plinthogomphodon）是種已滅絕合弓綱動物，是犬齒獸類橫齒獸科的一屬，生存於三疊紀晚期的北美洲。

## 發現與命名
化石被發現於美國北卡羅萊納州，屬於紐華克超群（Newark Supergroup）。化石是一個遭到侵蝕的口鼻部化石。在1999年，這個化石被建立為新屬，模式種是P. herpetairus。屬名在古希臘文意為「磚臼齒」，因為化石被發現於泥岩，原本是用來做磚塊的；其犬齒後方牙齒類似哺乳動物的臼齒。種名是古希臘文的「爬行動物」、「同伴」的複合字，因為化石被發現時，附近有勞氏鱷目、喙頭鱷類等爬行動物的化石。
這個口鼻部化石的上側背嚴重侵蝕，只有下側被保存下來。口鼻部前端寬廣，在犬齒位置之後，口鼻部略為狹窄。口鼻部的大部分牙齒被侵蝕不見，只有兩顆犬齒後方牙齒被保存下來，在化石清理母岩時才發現。由於這兩顆牙齒還沒有完全露出頭，這化石被推論是幼年個體。參考其他橫齒獸科，磚臼齒獸應該有一對大型犬齒，犬齒後方則是數顆多齒尖的寬牙齒。磚臼齒獸的犬齒後方牙齒，寬度明顯大於長度，牙齒間排列緊密。根據僅存的牙齒化石，磚臼齒獸的犬齒後方牙齒具有三個主要齒尖，一個靠近嘴巴內側，中間齒尖略小，靠近嘴巴外側的齒尖較大。外側齒尖的前側，還有一個較小、不明顯的齒尖。